# Liga Femenina de Baloncesto 2020-2021
Il campionato spagnolo di pallacanestro femminile 2020-2021 (Liga Endesa per motivi di sponsorizzazione) è stato il 58º.
Perfumerías Avenida vince il suo settimo titolo battendo nella serie finale il Valencia per 2-1.

## Stagione

### Novità
L'organico aumenta a 16 squadre, con l'ammissione del CB Estudiantes e del CB Islas Canarias. Inoltre il CDB Zaragoza 2002 sostituisce CDB Saragozza.

### Regolamento
Le squadre classificate dal primo all'ottavo posto al termine della regular season si qualificano ai play-off per l'assegnazione del titolo di campione di Spagna.
Le squadre classificate al quindicesimo e sedicesimo posto retrocedono in Liga Femenina 2.

## Squadre partecipanti
| Squadra            | Allenatore         | Campo di gioco                                                  | Risultato stagione 2019-20(*) |
| ------------------ | ------------------ | --------------------------------------------------------------- | ----------------------------- |
| Avenida            | Roberto Íñiguez    | Pabellón de Würzburg di Salamanca                               | 1º posto                      |
| Uni Girona         | Eric Surís         | Pabellón Municipal Girona-Fontajau di Gerona                    | 2º posto                      |
| Gernika Bizkaia    | Mario López        | Pol. Maloste di Guernica                                        | 3º posto                      |
| Valencia B.C.      | Rubén Burgos López | Pavelló Municipal Font de San Lluís di Valencia                 | 4º posto                      |
| Araski Vitoria     | Madelén Urieta     | Polideportivo Mendizorrotza di Vitoria                          | 5º posto                      |
| Sedis Seu d'Urgell | Bernat Canut       | Palau d'Esports di La Seo de Urgel                              | 6º posto                      |
| Ensino Lugo C.B.   | Carlos Cantero     | Pazo Provincial Dos Desportes di Lugo                           | 7º posto                      |
| Clarinos Tenerife  | Claudio García     | Pabellon de desportes Santiago Martin di Santa Cruz de Tenerife | 8º posto                      |
| Saragozza          | Carlos Iglesias    | Pabellón Príncipe Felipe di Saragozza                           | -                             |
| Promete Logroño    | César Aneas        | Palacio de los Deportes de La Rioja di Logroño                  | 10º posto                     |
| Ibaeta             | Aranzazu Muguruza  | Polideportivo José Antonio Gasca di San Sebastián               | 11º posto                     |
| Al-Qázeres         | Jacinto Carbajal   | Juan Serrano Macayo di Cáceres                                  | 12º posto                     |
| Zamarat            | Ángel Fernández    | Polideportivo Municipal Ángel Nieto di Zamora                   | 13º posto                     |
| Bembibre           | Pepe Vázquez       | Bembibre Arena di Bembibre                                      | 14º posto                     |
| Estudiantes        | Alberto Ortego     | Pabellón Antonio Magariños di Madrid                            | 1º posto in LF2               |
| Islas Canarias     | José Carlos Ramos  | Polideportivo La Paterna di Las Palmas                          | 3º posto in LF2               |

(*) al momento della interruzione del campionato.

## Stagione regolare

### Classifica
|  | Pos. | Squadra                              | Pt | G  | V  | P  | PtF  | PtS  | Diff. |
|  | ---- | ------------------------------------ | -- | -- | -- | -- | ---- | ---- | ----- |
|  | 1.   | Perfumerías Avenida                  | 59 | 30 | 29 | 1  | 2437 | 1765 | +672  |
|  | 2.   | Valencia BC                          | 59 | 30 | 29 | 1  | 2267 | 1741 | +526  |
|  | 3.   | Spar Girona                          | 56 | 30 | 26 | 4  | 2304 | 1851 | +453  |
|  | 4.   | Lointek Gernika Bizkaia              | 48 | 30 | 18 | 12 | 2020 | 1851 | +169  |
|  | 5.   | Movistar Estudiantes                 | 48 | 30 | 18 | 12 | 2086 | 1941 | +145  |
|  | 6.   | Ciudad de la Laguna Tenerife         | 46 | 30 | 16 | 14 | 2022 | 2123 | -101  |
|  | 7.   | Durán Maquinaria Ensino              | 45 | 30 | 15 | 15 | 2045 | 2121 | -76   |
|  | 8.   | Spar Gran Canaria                    | 43 | 30 | 13 | 17 | 2185 | 2273 | -88   |
|  | 9.   | Cadí La Seu                          | 43 | 30 | 13 | 17 | 1923 | 1986 | -63   |
|  | 10.  | IDK Euskotren                        | 43 | 30 | 13 | 17 | 2030 | 2042 | -12   |
|  | 11.  | Kutxabank Araski                     | 42 | 30 | 12 | 18 | 1882 | 1984 | -102  |
|  | 12.  | Campus Promete                       | 41 | 30 | 11 | 19 | 1949 | 2101 | -152  |
|  | 13.  | Casademont Zaragoza                  | 39 | 30 | 9  | 21 | 2044 | 2272 | -228  |
|  | 14.  | Embutidos Pajariel Bembibre          | 38 | 30 | 8  | 22 | 1921 | 2164 | -243  |
|  | 15.  | Alter Enersun Al-Qázeres Extremadura | 37 | 30 | 7  | 23 | 1827 | 2188 | -361  |
|  | 16.  | Quesos El Pastor                     | 33 | 30 | 3  | 27 | 1830 | 2369 | -539  |

Legenda:
       Campione di Spagna.
      Ammesse ai play-off scudetto.
  Ammesse ai play-off o ai play-out.
      Retrocessa in LF2.
Regolamento:
Due punti a vittoria, uno a sconfitta.
In caso di parità di punteggio, contano gli scontri diretti e la classifica avulsa.

### Risultati
|                 | ASE   | ARA   | AQA   | AVE   | BEM   | CLA   | CPR    | ENS   | EST   | GBZ   | GCA     | GIR    | IBA   | VAL   | ZAM   | ZAR   |
| --------------- | ----- | ----- | ----- | ----- | ----- | ----- | ------ | ----- | ----- | ----- | ------- | ------ | ----- | ----- | ----- | ----- |
| AE Sedis        |       | 55–67 | 81–69 | 57–80 | 66–54 | 59–67 | 73–69  | 65–78 | 64–61 | 58–50 | 82–69   | 50–71  | 67–62 | 67–77 | 58–68 | 60–57 |
| Araski AES      | 68–58 |       | 64–54 | 65–76 | 72–54 | 81–64 | 72–62  | 65–67 | 61–67 | 54–60 | 72–80   | 54–62  | 52–60 | 57–60 | 68–63 | 60–53 |
| CB Al-Qazeres   | 51–61 | 78–62 |       | 42–97 | 81–77 | 71–76 | 75–69  | 77–74 | 56–59 | 38–69 | 66–80   | 58–83  | 67–63 | 53–74 | 74–56 | 66–79 |
| CB Avenida      | 70–50 | 86–49 | 92–50 |       | 76–45 | 76–36 | 89–49  | 80–45 | 63–58 | 72–64 | 107–66  | 79–61  | 80–76 | 71–69 | 91–58 | 92–73 |
| CP Bembibre     | 61–74 | 52–54 | 68–55 | 64–81 |       | 55–62 | 63–80  | 68–65 | 71–78 | 62–49 | 79–69   | 46–77  | 65–76 | 58–84 | 79–59 | 66–63 |
| CDB Clarinos    | 56–70 | 77–57 | 48–54 | 55–84 | 83–80 |       | 68–56  | 63–72 | 74–73 | 62–46 | 103–102 | 48–80  | 69–61 | 66–70 | 91–60 | 69–66 |
| Campus Promete  | 65–63 | 77–62 | 68–62 | 44–75 | 75–79 | 61–66 |        | 78–72 | 66–82 | 59–47 | 73–66   | 70–96  | 59–69 | 51–71 | 89–52 | 65–73 |
| Ensino Lugo     | 76–73 | 70–67 | 67–61 | 52–58 | 70–65 | 60–73 | 48–56  |       | 56–73 | 66–78 | 92–57   | 74–89  | 80–71 | 52–77 | 81–52 | 88–55 |
| CB Estudiantes  | 56–59 | 67–57 | 71–58 | 52–71 | 61–59 | 71–52 | 73–59  | 83–71 |       | 53–64 | 71–68   | 54–71  | 64–58 | 68–85 | 97–51 | 83–54 |
| Gernika Bizkaia | 80–61 | 79–70 | 86–60 | 62–93 | 70–45 | 85–62 | 58–51  | 84–62 | 77–74 |       | 78–64   | 60–69  | 71–65 | 54–59 | 80–55 | 87–47 |
| Gran Canaria    | 74–71 | 58–63 | 70–64 | 70–92 | 89–73 | 81–78 | 59–71  | 80–83 | 70–65 | 73–72 |         | 72–74  | 72–66 | 60–74 | 83–61 | 78–82 |
| Girona Basket   | 86–83 | 81–57 | 85–37 | 67–74 | 87–69 | 63–54 | 93–57  | 88–53 | 88–78 | 60–41 | 79–73   |        | 65–58 | 58–68 | 78–56 | 68–60 |
| CD Ibaeta       | 58–44 | 59–53 | 81–69 | 66–84 | 69–58 | 71–76 | 62–55  | 87–89 | 60–76 | 60–50 | 73–86   | 63–81  |       | 58–64 | 70–58 | 76–67 |
| Valencia Basket | 61–53 | 69–58 | 88–56 | 85–84 | 92–53 | 98–60 | 74–61  | 77–46 | 79–51 | 64–52 | 81–48   | 58–55  | 81–68 |       | 76–59 | 83–50 |
| CD Zamarat      | 55–72 | 59–60 | 63–54 | 64–87 | 68–78 | 99–84 | 55–94  | 55–62 | 55–82 | 57–80 | 72–80   | 71–109 | 66–82 | 52–78 |       | 71–82 |
| Basket Zaragoza | 70–69 | 77–81 | 77–71 | 71–77 | 79–75 | 61–80 | 104–60 | 66–74 | 64–85 | 76–87 | 56–88   | 76–80  | 74–82 | 62–91 | 70–60 |       |

## Play-off
|  | Quarti di finale | Quarti di finale             | Quarti di finale        |             |                         | Semifinali          | Semifinali | Semifinali |  |  | Finale | Finale              | Finale |
|  |                  |                              |                         |             |                         |                     |            |            |  |  |        |                     |        |
|  | 1                | Perfumerías Avenida          | 2                       |             |                         |                     |            |            |  |  |        |                     |        |
|  | 8                | Gran Canaria                 | 0                       |             |                         |                     |            |            |  |  |        |                     |        |
|  | 8                | Gran Canaria                 | 0                       |             | 1                       | Perfumerías Avenida | 2          |            |  |  |        |                     |        |
|  |                  |                              |                         |             | 1                       | Perfumerías Avenida | 2          |            |  |  |        |                     |        |
|  |                  | 4                            | Lointek Gernika Bizkaia | 0           |                         |                     |            |            |  |  |        |                     |        |
|  | 4                | 4                            | Lointek Gernika Bizkaia | 0           | Lointek Gernika Bizkaia | 1                   |            |            |  |  |        |                     |        |
|  | 4                |                              |                         |             | Lointek Gernika Bizkaia | 1                   |            |            |  |  |        |                     |        |
|  | 5                | Movistar Estudiantes         | 1                       |             |                         |                     |            |            |  |  |        |                     |        |
|  |                  |                              |                         |             |                         |                     |            |            |  |  | 1      | Perfumerías Avenida | 2      |
|  |                  |                              | 2                       | Valencia BC | 1                       |                     |            |            |  |  |        |                     |        |
|  | 2                | Valencia BC                  | 2                       |             |                         |                     |            |            |  |  |        |                     |        |
|  | 7                | Durán Maquinaria Ensino      | 0                       |             |                         |                     |            |            |  |  |        |                     |        |
|  | 7                | Durán Maquinaria Ensino      | 0                       |             | 2                       | Valencia BC         | 2          |            |  |  |        |                     |        |
|  |                  |                              |                         |             | 2                       | Valencia BC         | 2          |            |  |  |        |                     |        |
|  |                  | 3                            | Spar CityLift Girona    | 0           |                         |                     |            |            |  |  |        |                     |        |
|  | 3                | 3                            | Spar CityLift Girona    | 0           | Spar CityLift Girona    | 2                   |            |            |  |  |        |                     |        |
|  | 3                |                              |                         |             | Spar CityLift Girona    | 2                   |            |            |  |  |        |                     |        |
|  | 6                | Ciudad de la Laguna Tenerife | 0                       |             |                         |                     |            |            |  |  |        |                     |        |

### Quarti di finale
Le gare di andata si sono disputate il 31 marzo e il 1º aprile, quelle di ritorno il 3, il 4 e il 16 aprile.
| Squadra 1                    | Totale | Squadra 2               | Andata  | Ritorno |
| ---------------------------- | ------ | ----------------------- | ------- | ------- |
| Spar Gran Canaria            | 0 - 2  | Perfumerías Avenida     | 61 - 80 | 62 - 95 |
| Movistar Estudiantes         | 1 - 1  | Lointek Gernika Bizkaia | 47 - 42 | 64 - 74 |
| Durán Maquinaria Ensino      | 0 - 2  | Valencia BC             | 58 - 69 | 54 - 82 |
| Ciudad de la Laguna Tenerife | 0 - 2  | Spar CityLift Girona    | 45 - 79 | 67 - 74 |

### Semifinali
Le gare di andata si sono disputate il 21 e il 22 aprile, quelle di ritorno il 24 e il 25 aprile.
| Squadra 1               | Totale | Squadra 2           | Andata  | Ritorno |
| ----------------------- | ------ | ------------------- | ------- | ------- |
| Lointek Gernika Bizkaia | 0 - 2  | Perfumerías Avenida | 55 - 77 | 43 - 91 |
| Spar CityLift Girona    | 0 - 2  | Valencia BC         | 64 - 73 | 74 - 87 |

### Finale
Le gara di andata si sono disputate il 29 aprile, quella di ritorno il 2 maggio, lo spareggio il 6 maggio 2021.
| Squadra 1           | Totale | Squadra 2   | Gara 1  | Gara 2  | Gara 3  |
| ------------------- | ------ | ----------- | ------- | ------- | ------- |
| Perfumerías Avenida | 2 - 1  | Valencia BC | 64 - 67 | 76 - 74 | 76 - 61 |

## Verdetti
- Campione di Spagna:  Avenida
Formazione:[5] (4) Leonor Rodríguez, (5) Maite Cazorla, (6) Silvia Domínguez, (10) Marica Gajić, (12) Tiffany Hayes, (13) Andrea Vilaró, (15) Umo Diallo Dieng, (21) Emese Hof, (22) Nikolina Milić, (31) Bella Alarie,[6] (33) Katie Lou Samuelson, (44) Karlie Samuelson. Allenatore: Roberto Íñiguez.
- Retrocessa in Liga feminina 2:  Al-Qázeres e  Zamarat.
- Vincitrice Coppa de la Reina:  Uni Girona